# Skarlagen
Skarlagen eller skarlagenrød er en højrød farve. Den blev i sin tid fremstillet af tørrede skjoldlus af arten Cochenille og brugt til farvning af tøj, mad og kosmetik.
Skarlagen er også en betegnelse for stof af højeste kvalitet; det kan også være af andre farver end rød.
Skarlagen minder om karmin, som er mere blå, og om cinnoberrød, som er mere orange.
| Skarlagen |